# Kalktuffquellen Lappenbach
Kalktuffquellen Lappenbach este o arie protejată (sit de importanță comunitară — SCI) din Austria întinsă pe o suprafață de 4,8 ha, integral pe uscat.

## Localizare
Centrul sitului Kalktuffquellen Lappenbach este situat la coordonatele 46°43′33″N 13°02′31″E / 46.7259°N 13.0419°E.

## Înființare
Situl Kalktuffquellen Lappenbach a fost declarat sit de importanță comunitară în decembrie 2015 pentru a proteja 1 specie de plante.

## Biodiversitate
Situată în ecoregiunea alpină, aria protejată conține 2 habitate naturale: Izvoare petrifiante cu formare de travertin (Cratoneurion), Păduri ilirice de Fagus sylvatica (Aremonio-Fagion).
La baza desemnării sitului se află o specie protejată de  plante: papucul doamnei (Cypripedium calceolus).
Pe lângă speciile protejate, pe teritoriul sitului au mai fost identificate 1 specie de amfibieni.